# 和泉宏隆
和泉 宏隆（いずみ ひろたか、1958年9月28日 - 2021年4月26日）は、日本のジャズ・フュージョンピアニスト。フュージョンバンドT-SQUAREの元キーボーディスト。

## 来歴・人物
東京都出身。慶應義塾高等学校を経て、慶應義塾大学法学部法律学科卒業。血液型はB型。在学中はジャズサークルライトミュージックソサエティに所属していた。
1982年にフュージョンバンドTHE SQUARE（現T-SQUARE）にキーボーディストとして加入、アルバム『脚線美の誘惑』で本格的にレコードデビューを果たした。1998年の退団まで16年間、ピアノ、シンセサイザー、作曲、編曲、ホーン・アレンジ、ストリングス・アレンジを担当、バンドサウンドの中核を担った。作曲面でもバンドに多大な影響を与えており、ブレイクのきっかけとなった「TRAVELERS」、スクェアの代表曲である「OMENS OF LOVE」、「宝島」、「EL MIRAGE」などは和泉の作曲によるものである。また田中豊雪や則竹裕之はスクェア加入まで作曲経験がなかったが、和泉から作曲法を習いバンドに楽曲を提供している。
和泉の参加はスクェアの歴史においても重要な出来事であり、初代リーダーの安藤正容も「和泉くんの加入はスクェア・サウンドの完成を決定づける出来事だった」、「和泉君が加入する前は斜めに構えて音楽をやっていたが、和泉君の加入後は設計図を描いてシリアスに音楽をつくるようになった」という旨を後に語っている。
また、真島俊夫により吹奏楽譜にアレンジされた「OMENS OF LOVE」 や「宝島」は今なお中高生の吹奏楽部や吹奏楽団を中心に演奏されている。
スクェア在籍中からライブでは自らMCを担当しており、洒落や冗談を交えたユーモラスな語り口で多くのファンに親しまれた。
バンド在籍中の1988年には、後にユニットを結成することになる鳥山雄司や神保彰らを迎えて初のソロアルバム『AMOSHE』を発表した。
1997年には、初のピアノソロ・アルバム『FORGOTTEN SAGA』を発表。このピアノソロ・アルバムを転機としてアコースティックピアノの演奏に専念するようになり、翌年の歓送迎ライブ「FAREWELL & WELCOME」をもって退団。以後、2005年の『Hirotaka Izumi covers LOVE SONGS』までピアノソロ・アルバムの制作を続ける。その傍ら、2005年には学生時代からの音楽仲間であるギタリストの鳥山雄司、ドラマーの神保彰とユニット、ピラミッドを結成、秋にはカシオペアのギタリストで知られる野呂一生、女性パーカッショニストの仙道さおりとのアコースティック・トリオ「voyage」の活動を開始した。
また、T-SQUARE退団後もバンドのメンバーや元メンバーらとの関わりは続き、折に触れてコンサートへのゲスト参加や、楽曲提供も行った。T-SQUAREの歴史を振り返るには必要不可欠な人物ということもあり、2003年のバンドデビュー25周年記念「THE SQUARE」の「帰還限定」再結成や、2008年のデビュー30周年のために結成された「T-SQUARE SUPER BAND」にもそれぞれ参加している。
2007年にベースの村上聖、ドラムスの板垣正美とのレギュラー・トリオを結成。これ以後は活動の中心をこのトリオに移してきており、アルバム『Lights in a Distance』を皮切りに2009年までに4枚のアルバムをリリースしたほか、全国ツアーも行い、精力的な活動を続けた。なお、「Misty Fountain 和泉宏隆 ブログ」によれば、村上・板垣とのトリオは2010年の夏で活動を終了し、10月にベースにコモブチキイチロウ、ドラムスに石川雅春を迎え新トリオとしての活動を始めた。
2012年より、ベースの鳥越啓介、ドラムスの石川雅春と共に「The Water Colors」を結成。2016年からはベースが吉野弘志に交代している。また、ギターの岩見和彦 (NANIWA EXP) とのデュオ「Twilight Express Duo」による活動も始めた。
2017年にTHE SQUARE時代のメンバーが集結してTHE SQUARE Reunion名義で活動を開始。安藤、伊東、和泉、田中豊雪、長谷部徹の「THE SQUARE Reunion -1982-1985- "THE LEGEND"」と、安藤、伊東、和泉、須藤、則竹の「THE SQUARE Reunion -1987-1990- "FANTASTIC HISTORY"」でそれぞれライブ活動を行っている。
2019年に、ピアニストとしての全音楽活動を通して制作した作品をソロアレンジで録り下ろす集大成的な特別企画「コンプリート・ソロ・ピアノ・ワークス」を発表。ほぼ年代順に全5作品50曲のリリースを計画していた。
2020年8月、YouTubeに公式チャンネルを開設。

## 急死
2021年4月26日、急性心不全で死去。同月28日に公式サイトで公表された。62歳没。前日までライブ出演など活動を続けていた最中の急死であった。葬儀は近親者のみで行われるが、問合せが多数あったことから同年5月2日に未公開のライブ映像を含む動画をYouTubeプレミア公開で無料配信することが発表された。
和泉の急逝を受けて、彼が所属していたバンドや親交の深かったミュージシャンは追悼公演や配信を行った。
- 和泉が生前最後にレコーディングで共演したサックス奏者の太田剣は5月27日に予定していたアルバム『SONGS FROM THE HEART』発売記念ライブを和泉の追悼ライブに変更して行った。ゲスト・ピアニストにはT-SQUAREでの和泉の後任キーボーディストでもある松本圭司が出演した[9]。
- ピラミッドは6月3日と4日に「PYRAMID featuring MIHO FUKUHARA “A Tribute to Hirotaka Izumi”」をブルーノート東京で開催した[10]。演奏については曲によってはGakushiがキーボードを担当しつつ生前の和泉の演奏も使用された。
- T-SQUAREからのバンドメイトであり生前最も多く和泉と共演したベーシストの須藤満は4月30日にLive Spot RAGの公式YouTubeチャンネルで生配信された「須藤満と一緒に見る！アンコールオンエア 2020年9月12日の公演 〜TRIX アルバム発売ツアー『 PRESENT〜TRIXは止まらない!!』」の最後に和泉の代表曲「TWILIGHT IN UPPER WEST」をソロで演奏する動画を公開した。配信自体は現在は非公開となっているが、後日生前の和泉の演奏と共演した動画数本と共に公開された[11][12][13]。
- 1991年から1998年にT-SQUAREに在籍して和泉と同じタイミングで退団し、その後も数多く共演していたサックス奏者の本田雅人は6月6日に自身のYouTubeチャンネルで「和泉さんを語りたい」と題した生配信を行い、生前の和泉とのエピソードを明かしたり自身のソロコンサートに和泉がゲスト出演した際の音源を公開、和泉の代表曲である「宝島」などを生演奏し故人をしのんだ。配信の途中では同じくバンドメイトだった則竹裕之もゲスト出演した[14]。本田はその後も自身のソロライブで和泉の楽曲を毎回セットリストに加えるようにしている。
- T-SQUAREはリーダーの安藤正容の退団を受けて「安藤正容 Farewell Tour T-SQUARE Music Festival」の開催が決定し、和泉もTHE SQUARE Reunionのメンバーとして出演が予定されていたが[15]、発表の1週間後に急逝したため出演は叶わなかった。実際の公演では哀悼の意を込めてTHE SQUARE Reunionのセットリストは和泉の楽曲のみで構成された。さらにオープニングの「宝島」では始めに『Complete Solo Piano Works I』に収録されていた和泉のソロピアノが流れた後にバンド演奏につながる演出がなされた。ピアノは当初サポートで出演予定だった佐藤雄大と和泉の前任キーボーディストの久米大作が担当し、前年に脳出血の後遺症によりバンドを脱退していた河野啓三が和泉の存命中と同じくサポートキーボードを務めた。また安藤退団を受け7月28日発売で企画が進められていた新旧メンバーの選曲による6枚組のSACD-BOXセット『Crème de la Crème～Édition spéciale～（クレム・デュ・ラ・クレム〜エディシオン スペシアル）特別篇＠THE SQUARE～T-SQUARE "1978～2021"作品集』[16] には、和泉が最後に参加した4月4日の「THE SQUARE Reunion」ライブ映像を収録したブルーレイディスクが追加されることになった[17]。
- 一周忌となる2022年4月から5月にはファンからの「お別れ会」のリクエストに応える形で「和泉宏隆を偲（）ぶ会」が開催された。ゲストとして太田剣と須藤満が出演し、和泉の未発表映像やパフォーマンスが公開された[18]。
- T-SQUAREも和泉の一周忌に「HIROTAKA IZUMI Memorial -THE SQUARE Reunion-」をBillboard Live OSAKA[19]とBlue Note Tokyo[20]で開催。メンバーはTHE SQUARE Reunion（安藤、伊東、則竹、須藤）とこれまでサポートとして携わってきた河野に加えて、現在スクェアでサポートを務める佐藤雄大と白井アキトが参加し、全公演ともに和泉の楽曲のみ演奏された[21]。また同時期には和泉のソロピアノライブ映像とTHE SQUARE Reunionでのライブ映像などをまとめた『IN MEMORIAM 和泉宏隆 / Piano Solo & THE SQUARE Reunion Special Collection -永久保存版-』が発売された[22]。2023年4月にBlue Note Tokyoで「T-SQUARE plays Music of HIROTAKA IZUMI」[注 4][24]、2024年4月に前年と同じ会場で「MEMORIES of HIROTAKA IZUMI T-SQUARE Family plays the great works of Hirotaka Izumi」[注 5][26]、5月名古屋・6月大阪で「MEMORIES of HIROTAKA IZUMI T-SQUARE plays the great works of Hirotaka Izumi」も開催[注 6]。

2022年8月24日には慶應義塾高等学校からの友人だった鳥山雄司のプロデュースによるトリビュート・アルバム『Unforgotten Saga』が「和泉宏隆&フレンズ」名義で発売された。学生時代からのバンド仲間だった鳥山や神保彰、和泉が生前最後に共演した太田剣、T-SQUARE時代のバンドメイトだった安藤正容や伊東たけし、則竹裕之、須藤満、本田雅人など生前親交の深かったミュージシャンが多数参加したほか、和泉自身の未発表音源や楽曲も収録されている。
『Complete Solo Piano Works』は和泉本人の死去により3作目を最後にアルバム制作が不可能となったが、その後も過去のライブ音源等を編集して予定通り5作目まで作品化された。

## ディスコグラフィ
| ＃ | タイトル                          | 発売日         | レーベル           | 備考                                           |
| -- | --------------------------------- | -------------- | ------------------ | ---------------------------------------------- |
| 1  | AMOSHE                            | 1988年11月21日 | Sony Records       | リマスター版が2007年に発売                     |
| 2  | FORGOTTEN SAGA                    | 1997年07月21日 | Village Records    |                                                |
| 3  | たからじま 〜the first half〜     | 1999年03月25日 | Village Records    |                                                |
| 4  | たからじま 〜the latter half〜    | 1999年05月21日 | Village Records    |                                                |
| 5  | 6 to 10 morning                   | 2002年04月24日 | Misty Fountain     |                                                |
| 6  | 18 to 22 evening                  | 2002年04月24日 | Misty Fountain     |                                                |
| 7  | 14 to 18 afternoon                | 2002年10月23日 | Misty Fountain     |                                                |
| 8  | 22 to 26 midnight                 | 2002年10月23日 | Misty Fountain     |                                                |
| 9  | A Timeless Road 〜時のないみち〜  | 2003年10月22日 | Misty Fountain     | リマスター版が2023年に発売                     |
| 10 | A Promised Movement               | 2004年06月23日 | Misty Fountain     | リマスター版が2024年に発売                     |
| 11 | Hirotaka Izumi covers LOVE SONGS  | 2005年11月23日 | Misty Fountain     | リマスター版が2024年に発売                     |
| 12 | Lights in a Distance              | 2007年06月20日 | Misty Fountain     | 和泉宏隆トリオ名義、リマスター版が2021年に発売 |
| 13 | LIVE 0221                         | 2007年08月30日 | Misty Fountain     | 和泉宏隆トリオ名義、リマスター版が2021年に発売 |
| 14 | THE CAT WALK 25th Anniversary     | 2007年08月30日 | Misty Fountain     |                                                |
| 15 | A Square Song Book                | 2008年04月23日 | Misty Fountain     | 和泉宏隆トリオ名義、リマスター版が2021年に発売 |
| 16 | Beyond The River                  | 2008年12月03日 | Misty Fountain     | 和泉宏隆トリオ名義、リマスター版が2021年に発売 |
| 17 | day light                         | 2009年12月02日 | Misty Fountain     | リマスター版が2023年に発売                     |
| 18 | moon light                        | 2009年12月02日 | Misty Fountain     | リマスター版が2023年に発売                     |
| 19 | covers NOSTARSIA                  | 2009年12月02日 | Misty Fountain     | 和泉宏隆トリオ名義、リマスター版が2021年に発売 |
| 20 | Forever Purple                    | 2010年12月08日 | Misty Fountain     | リマスター版が2024年に発売                     |
| 21 | しなやかな風                      | 2012年06月27日 | Sony Music Artists | 和泉宏隆ピアノトリオ、The Water Colors名義     |
| 22 | Hirotaka Izumi covers SOUNDTRACKS | 2012年12月08日 | My Music           |                                                |
| 23 | a dedication                      | 2013年05月29日 | My Music           | Duo Libra名義、リマスター版が2021年に発売      |
| 24 | 6 on 224                          | 2014年07月06日 | My Music           | HIROMITSU名義                                  |
| 25 | a return of saga                  | 2015年11月25日 | My Music           | 和泉宏隆ピアノトリオ、The Water Colors名義     |
| 26 | Wide & Full                       | 2016年08月31日 | My Music           | HIROMITSU名義                                  |
| 27 | Complete Solo Piano Works I       | 2019年10月16日 | My Music           |                                                |
| 28 | Complete Solo Piano Works II      | 2020年01月15日 | My Music           |                                                |
| 29 | Complete Solo Piano Works III     | 2020年12月30日 | My Music           |                                                |
| 30 | Unforgotten Saga                  | 2022年08月24日 | My Music           | 和泉宏隆 & フレンズ名義                        |
| 31 | Complete Solo Piano Works IV      | 2022年11月23日 | My Music           |                                                |
| 32 | Complete Solo Piano Works V       | 2023年11月10日 | My Music           |                                                |